# Riegrova stezka

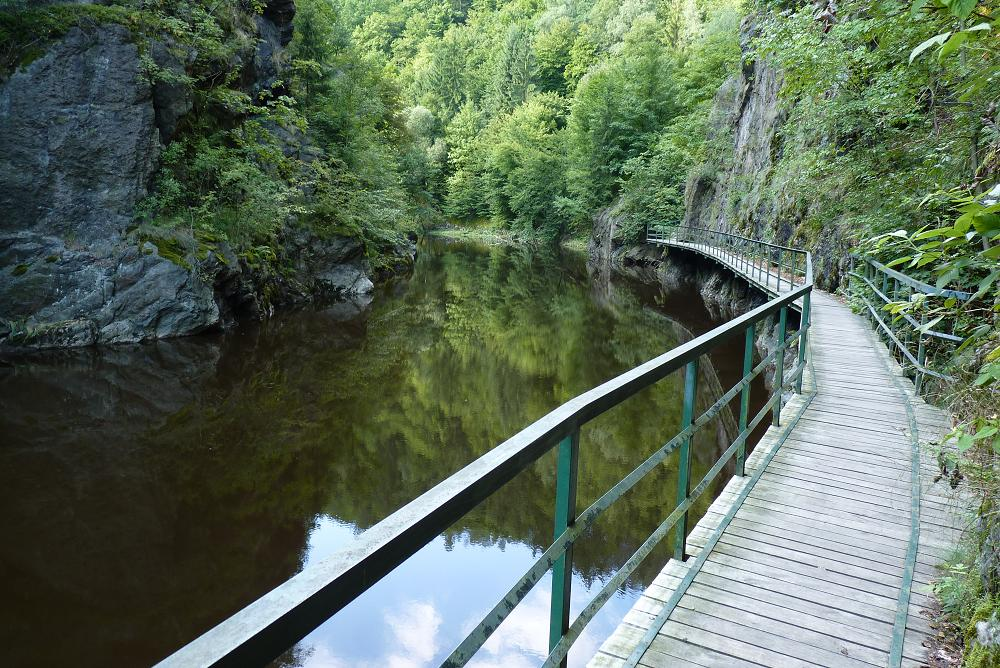
Lávka nad Jizerou

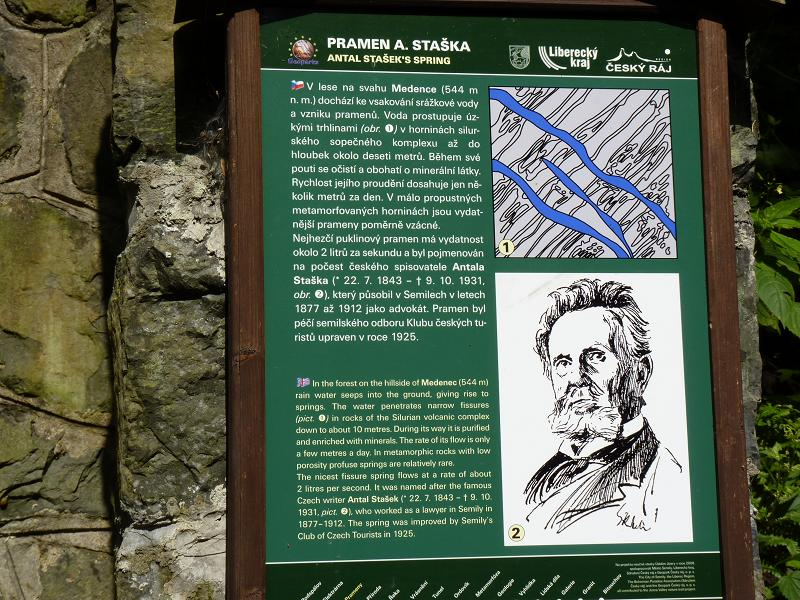
Pramen A.Staška

Riegrova stezka je turistická trasa po pravém břehu Jizery mezi semilskými částmi Bítouchov a Spálov, přírodní rezervací Údolí Jizery u Semil a Bítouchova. 
Vybudovaly ji společně odbory Klubu českých turistů Železný Brod a Semily a slavnostní otevření proběhlo 10. října 1909. Už v roce 1910 stezkou prošlo přes 80 000 osob. Výstavba stezky stála 11 856,56 K. Z náměstí v Semilech je červeně značená a vedena pod číslem 0435 v délce necelých 5 km, přibližně 3,5km hlavní úsek je vybaven jako naučná stezka Riegrova stezka – Údolím Jizery. Stezka nese jméno po významném politikovi a rodákovi ze Semil Františku Ladislavu Riegerovi, který mj. stál u založení Národní strany a později se stal jejím druhým vůdcem.
Stezka se již od otevření v roce 1909 setkala s velkým ohlasem, v roce 1925 byla na stezce ještě dobudována studánka Antala Staška s dobrou pramenitou vodou. Mezi lety 1922-1926 byla v místě vybudována vodní elektrárna Spálov, která si vynutila změny vedení stezky. Elektrárna je dosud funkční a v určitém období je možné ji navštívit. Poblíž ní byla v roce 1929 vybudována i Crhova turistická chata, dnes hotel Pod Spálovem.
Na Riegrově stezce jsou dvě elektrárny, tunel a obchozí lávka (visutá galerie) pro pěší, dlouhá 77 metrů a vybudovaná 5,5 metru nad původní hladinou řeky, pramen Antala Staška a také několik vyhlídek, z nichž nejkrásnější je Böhmova vyhlídka, k níž je ze stezky třeba odbočit. V původních projektech byla soutěska o mnoho užší, ale při povodních se tu hromadilo dřevo, a tak dal továrník Smitt soutěsku rozšířit na dnešních 15–20 metrů.

## Související stezky
Souběžně s Riegrovou stezkou vede o úroveň výše, na horní hraně údolí a rezervace, Kamenického stezka, značená v jižní části žlutě a v severní části modře. Také na ní je řada vyhlídek na údolí Jizery. Železniční trať mezi Železným Brodem a Semily vede po opačném, levém břehu řeky, souběžně s ní však nevede po téže straně údolí žádná pěší stezka, pouze odbočka na vyhlídku na Krkavčí skále. Ve Spálově navazuje na Riegrovu i Kamenického stezku Palackého stezka, která vede po levém břehu Kamenice s červeným a poté modrým značením až do Tanvaldu. Úsek Jizery mezi Spálovem a Železným Brodem turistickou stezkou vybaven není, po pravém břehu vede silnice II/288 s cyklotrasami 17, 4170 a GreenWay Jizera a po levém břehu železnice.